# Купреево
Купре́ево — деревня в Гусь-Хрустальном районе Владимирской области России, административный центр Купреевского сельского поселения.

## География
Деревня расположена в 50 км на юго-восток от Гусь-Хрустального, в 29 км на юг от ж/д станции Заколпье на линии Москва—Муром.

## История
В конце XIX — начале XX века деревня входила в состав Цикульской волости Меленковского уезда, с 1926 года — в составе Черсевской волости Гусевского уезда. В 1926 году в селе было 141 двор, начальная школа.
С 1929 года село являлось центром Купреевского сельсовета Гусь-Хрустального района Владимирского округа Ивановской Промышленной области, с 1935 года — в составе Курловского района Ивановской области, с 1944 года — в составе Владимирской области, с 1963 года — в составе Гусь-Хрустального района, с 2005 года — центр Купреевского сельского поселения.

## Население
| 1859 | 1905 | 1926 | 2002 | 2010 | 2021 |
| ---- | ---- | ---- | ---- | ---- | ---- |
| 321  | ↗520 | ↗809 | ↘710 | ↘670 | ↘662 |

## Инфраструктура
В деревне находятся средняя общеобразовательная школа, детский сад №49, фельдшерско-акушерский пункт, отделение почтовой связи.

## Достопримечательности
В 2013 году в деревне построена деревянная церковь Казанской иконы Божией Матери.